# Права
 Тази статия е за правата, като юридически, социални или етични принципи.  За правата в геометрията вижте права (геометрия).  
Правата са юридически, социални или етични принципи на свобода и право.
Те са основните нормативни правила за това какво е позволено на хората и какви са задълженията на хората в едно демократично общество според някои правни системи, социални спогодби и етични теории.
Човешките права са от съществено значение в такива дисциплини като право и етика и особено важни за понятия като справедливост и деонтология.
Човешките права са считани за основни за човешката цивилизация. Те са установените стълбове на обществото и културата. А историята на социалните конфликти може да бъде намерена в историята на всяко право и неговото развитие.

## Определение
Има значителни разногласия за това какво се разбира точно от термина „права“. Той е използван от различни групи и мислители за различни цели с различни и понякога противоположни определения, а точното определение на този принцип отвъд нормативните правила в какъвто и да е вид е спорен въпрос.

## Вижте още
- Субективно право

|  | Тази страница частично или изцяло представлява превод на страницата Rights в Уикипедия на английски. Оригиналният текст, както и този превод, са защитени от Лиценза „Криейтив Комънс – Признание – Споделяне на споделеното“, а за съдържание, създадено преди юни 2009 година – от Лиценза за свободна документация на ГНУ. Прегледайте историята на редакциите на оригиналната страница, както и на преводната страница, за да видите списъка на съавторите. ВАЖНО: Този шаблон се отнася единствено до авторските права върху съдържанието на статията. Добавянето му не отменя изискването да се посочват конкретни източници на твърденията, които да бъдат благонадеждни. |